# Peter Igelhoff

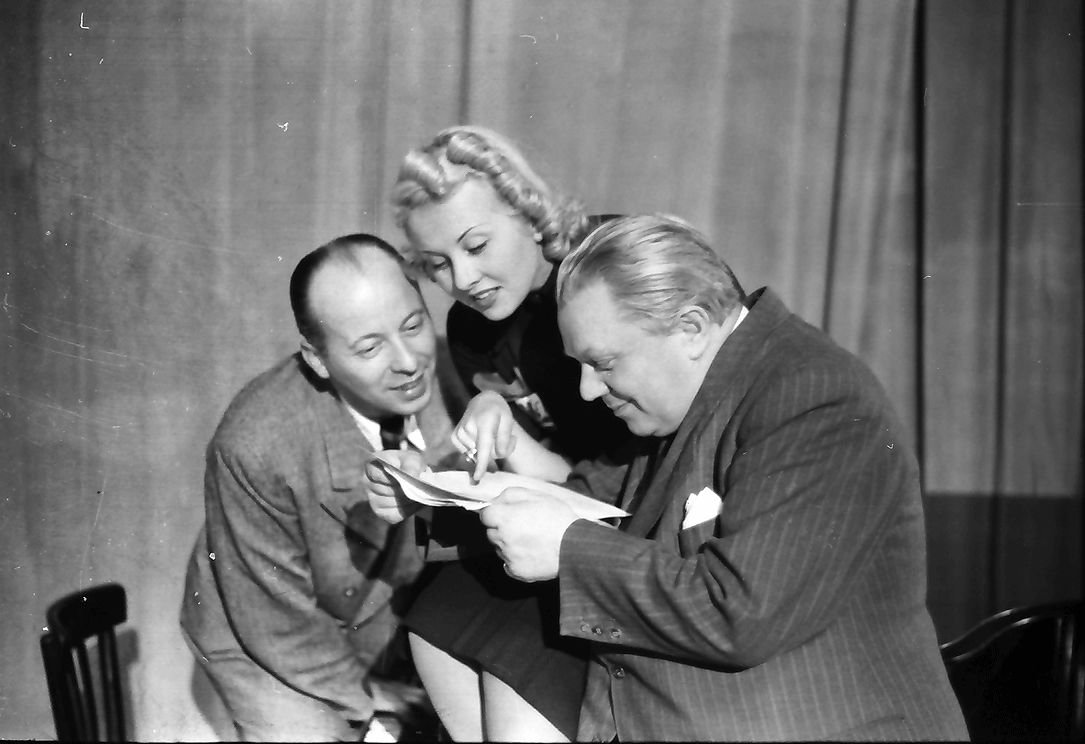
Peter Igelhoff (links) mit Dorit Kreysler und Willi Schaeffers im Kabarett der Komiker, 1938

Peter Igelhoff (bürgerlicher Name: Rudolf August Ordnung, von Freunden „Petrus“ genannt; * 22. Juli 1904 in Wien, Österreich-Ungarn; † 8. April 1978 in Bad Reichenhall) war ein österreichischer Musiker und Komponist.

## Leben
Von 1924 bis 1932 war er als Beamter der Stadt Wien beschäftigt. Die Beamtenlaufbahn brach Peter Igelhoff 1932 ab und studierte von 1932 bis 1935 Musik an der Hochschule für Musik und darstellende Kunst in Wien und London. 1936 begann in Berlin sein Leben als 'Unterhalter am Klavier' bei Auftritten in verschiedenen Bars, unter anderem im Kabarett der Komiker. Von Beginn an arbeitete er freischaffend.
Er schrieb über 1000 Lieder und Schlager, die er oft auch selbst vortrug und auf (Schellack-)Schallplatte aufnahm, darunter Tante Jutta aus Kalkutta, Das Nachtgespenst, In meiner Badewanne bin ich Kapitän und Der Onkel Doktor hat gesagt. Ab 1938 kamen etwa 50 Film- und 100 Fernsehmusiken dazu wie Wir machen Musik mit Ilse Werner (1942). Anfangs war er auch in einigen Filmen als Darsteller zu sehen.
Daneben verfasste Igelhoff mehrere Bühnenstücke wie Mademoiselle Mama, Liebe auf den ersten Blick, Mann ohne Herz, Ein toller Fall, Die hellblaue Venus, Eine Nacht mit Rosita und Pariser Parfum.
Die swingenden Chansons und Jazznummern Peter Igelhoffs zeichneten sich durch musikalische Leichtigkeit und pfiffige Texte aus, die beim Publikum der 1930er Jahre sehr gut ankamen, nicht jedoch bei den regierenden Nationalsozialisten. Igelhoffs Musik war zu amerikanisch, weshalb er von der Reichsmusikkammer mit einem Auftrittsverbot belegt wurde und 1942 an die Front einrücken musste. Dort wurde er bis 1943 in der Truppenbetreuung eingesetzt und tauchte dann wegen seines Auftrittsverbots in Berlin bzw. Wien unter.
Nach dem Zweiten Weltkrieg kehrte Igelhoff nach Deutschland zurück. 1946 hatte er ein Engagement im Münchner Kabarett Der Bunte Würfel.
In den 1950er Jahren feierte er mit seinen Liedern große Erfolge. Er trat mehrfach in deutschen Fernsehshows auf, besonders in Zum Blauen Bock, wo er seine Lieder am Klavier selbst intonierte und zum Teil auch vortrug. 1969 erhielt Peter Igelhoff eine Ehrenprofessur.
Igelhoff wohnte zeitweise in München, Franz-Joseph-Straße 37 (Schwabing) und hatte später ein Haus in Bad Reichenhall. Sein bescheidenes Urnengrab befindet sich seit 1991 auf dem Münchner Nordfriedhof (60-U-15).

## Filmmusik
- 1938: Zwei Frauen
- 1939: Drunter und drüber
- 1939: Marguerite: 3
- 1940: Was wird hier gespielt?
- 1940: Herz – modern möbliert
- 1942: Wir machen Musik
- 1950: Die Nacht ohne Sünde
- 1951: Mutter sein dagegen sehr!
- 1953: Fräulein Casanova
- 1953: Tante Jutta aus Kalkutta
- 1953: Schlagerparade
- 1953: Drei, von denen man spricht (Glück muß man haben)
- 1953: Hurra – ein Junge!
- 1954: Sonne über der Adria
- 1955: Der doppelte Ehemann
- 1955: Eine Frau genügt nicht?
- 1955: Benehmen ist Glückssache
- 1955: Der Frontgockel
- 1956: IA in Oberbayern
- 1956: Waldwinter
- 1956: Ein tolles Hotel
- 1956: II-A in Berlin
- 1956: Liebe, Sommer und Musik
- 1957: Die verpfuschte Hochzeitsnacht
- 1957: Zwei Bayern im Harem
- 1957: Zwei Bayern im Urwald
- 1958: Piefke, der Schrecken der Kompanie
- 1958: Majestät auf Abwegen
- 1959: Paprika
- 1959: Die unvollkommene Ehe
- 1959: Gangsterjagd in Lederhosen
- 1959: Natürlich die Autofahrer
- 1960: Der wahre Jakob
- 1965: Adieu Mademoiselle
- 1969: Alle Hunde lieben Theobald
- 1969: Rebellion der Verlorenen

## Dokumente
Autographe von Jazz-Kompositionen liegen im Sächsischen Staatsarchiv Leipzig.

## Zitate
Peter Igelhoff, im vertrauten Kreis gern kurz Petrus genannt, wurde gefragt, wie ihm am Vorabend der Gesang des neuen Tenors namens Hahn gefallen habe. Der Musiker verzog sein Gesicht zu wehmütig-saurer Miene und gab sein Urteil: „Als der Hahn zum zweiten Male krähte, ging Petrus hinaus und weinte bitterlich.“